# 1. deild kvenna 1979
La 1. deild kvenna 1979 (islandese: 1ª divisione femminile), è stata l'8ª edizione della massima divisione del campionato islandese femminile di calcio.

## Stagione

### Formula
Girone unico all'italiana con gare di andata/ritorno a specchio, ma non sono ancora previste retrocessioni in una categoria inferiore.

## Girone unico

### Classifica finale
|                    | Pos. | Squadra          | Pt | G | V | N | P | GF | GS | DR |
| ------------------ | ---- | ---------------- | -- | - | - | - | - | -- | -- | -- |
| Islanda (bandiera) | 1.   | Breiðablik       | 11 | 8 | 5 | 1 | 2 | 12 | 7  | +5 |
|                    | 2.   | Valur            | 9  | 8 | 3 | 3 | 2 | 12 | 7  | +5 |
|                    | 3.   | FH Hafnarfjarðar | 8  | 8 | 3 | 2 | 3 | 8  | 9  | -1 |
|                    | 4.   | Fram Reykjavík   | 7  | 8 | 3 | 1 | 4 | 10 | 11 | -1 |
|                    | 5.   | ÍA Akranes       | 5  | 8 | 1 | 3 | 4 | 7  | 15 | -8 |

Legenda:
      Campione d'Islanda.
Note:
Due punti a vittoria, uno a pareggio, zero a sconfitta.
A parità di punti squadre classificate con la differenza reti.
Spareggio in caso di pari punti in zona promozione e retrocessione.